# Osøya
Osøya (sinngemäß aus dem Norwegischen übersetzt Auslassinsel) ist eine Insel vor der Prinz-Harald-Küste des ostantarktischen Königin-Maud-Lands. Sie liegt inmitten der Bucht Osen, die sich ihrerseits auf der Ostseite der Lützow-Holm-Bucht an der Nordseite der Halbinsel Skarvsnes befindet.
Norwegische Kartographen, die sie Anlehnung an die Bucht Osen benannten, kartierten sie anhand von Luftaufnahmen der Lars-Christensen-Expedition 1936/37.